# 孟承烈
孟 承烈（メン・スンニョル、朝鮮語: 맹승렬、1955年 - ）は、大韓民国の工学者、教授。
KAIST情報科学技術大学電算学科教授。息子に料理人で実業家の孟基龍がいる。

## 生涯
1955年に生まれ、1977年にソウル大学校電子工学科を卒業後、1979年にKAIST電算学科で電算学の碩士を修了し、1984年に同校で電算学の博士を取得。同年にKAISTの教授となった。同校電算学科の責任教授であり、モバイルソフトウェアセンターのセンター長。 コンピュータに関わる様々な分野を研究している。

## 学歴
- 1977年 ソウル大学校 電子工学 学士
- 1979年 KAIST 電算学 碩士
- 1984年 KAIST 電算学 博士